# Quaderns Literaris

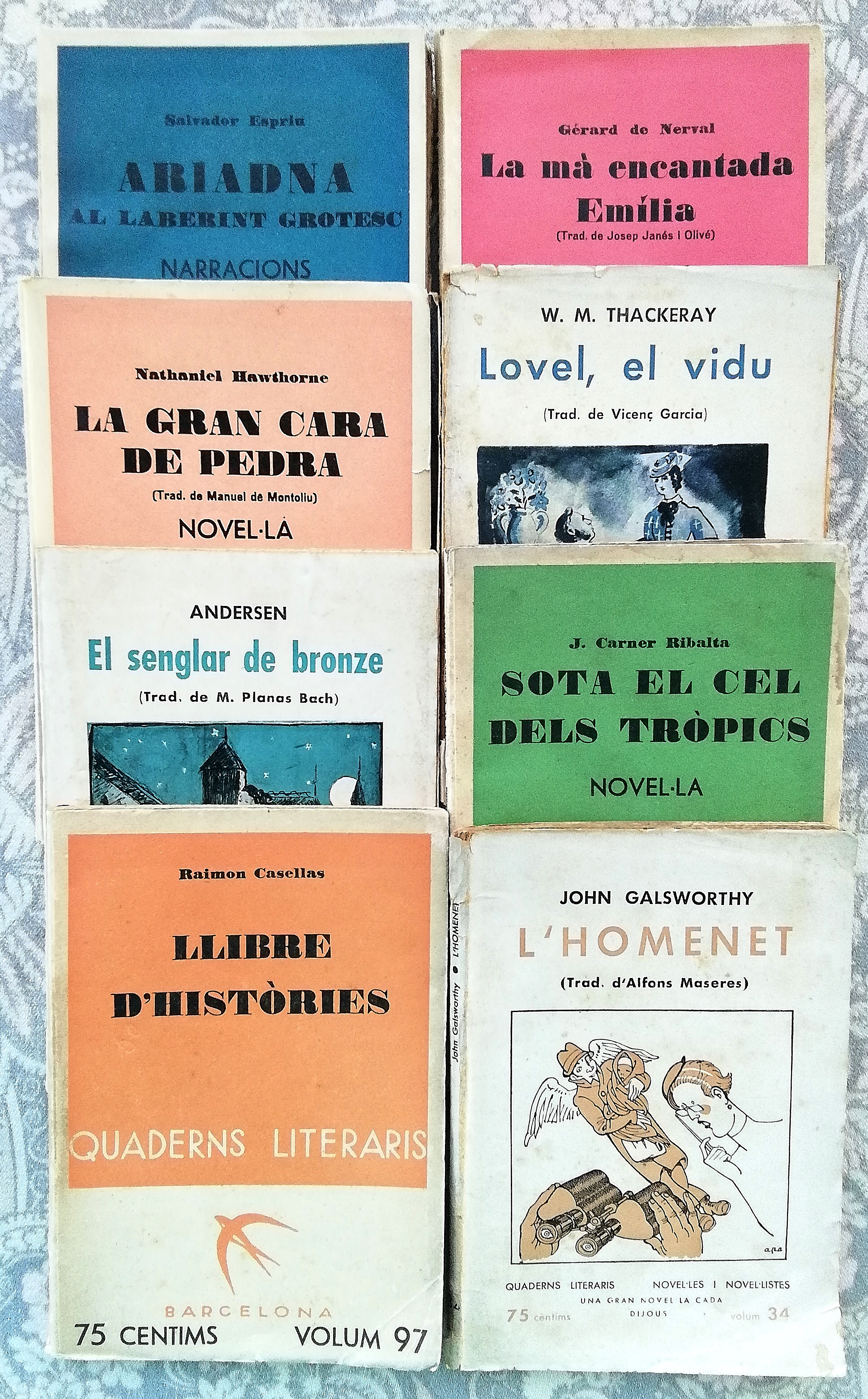
Mostra d'exemplars de la col·lecció Quaderns Literaris publicats entre 1934 i 1938

Quaderns Literaris - Novel·les i Novel·listes, fou una col·lecció de llibres fundada per Josep Janés i Olivé, l'any 1934 a Barcelona.
Deixà de publicar-se cap a la meitat de la guerra civil. Publicaren més de 200 números. Va ser una precedent dels llibres de butxaca. Van publicar autors molt diversos de la literatura universal, incloent-n'hi molts de catalans: Gérard de Nerval, John Galsworthy, Raimon Casellas, Hans Christian Andersen, Nathaniel Hawthorne, Salvador Espriu, Nicolai Gògol, Mark Twain, Ramon Surinyach i Senties, Zachris Topelius entre molts d'altres.
La seu de la redacció era al Carrer dels Àngels n. 20.

## Llistat dels 101 primers volums

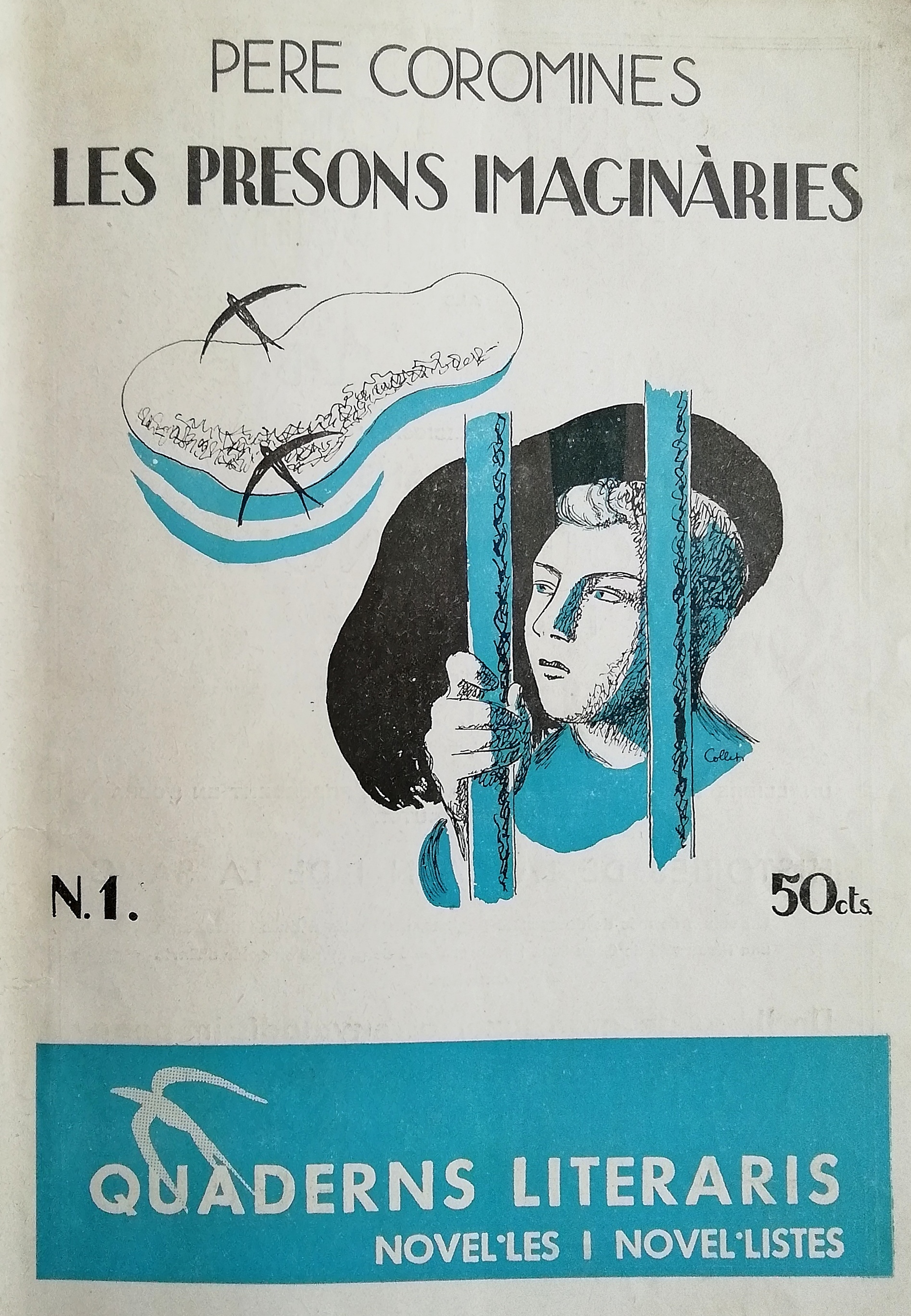
Primer volum publicat per Quaderns Literaris: Les Presons Imaginàries de Pere Coromines l'any 1934

1- Pere Coromines, Les presons imaginàries

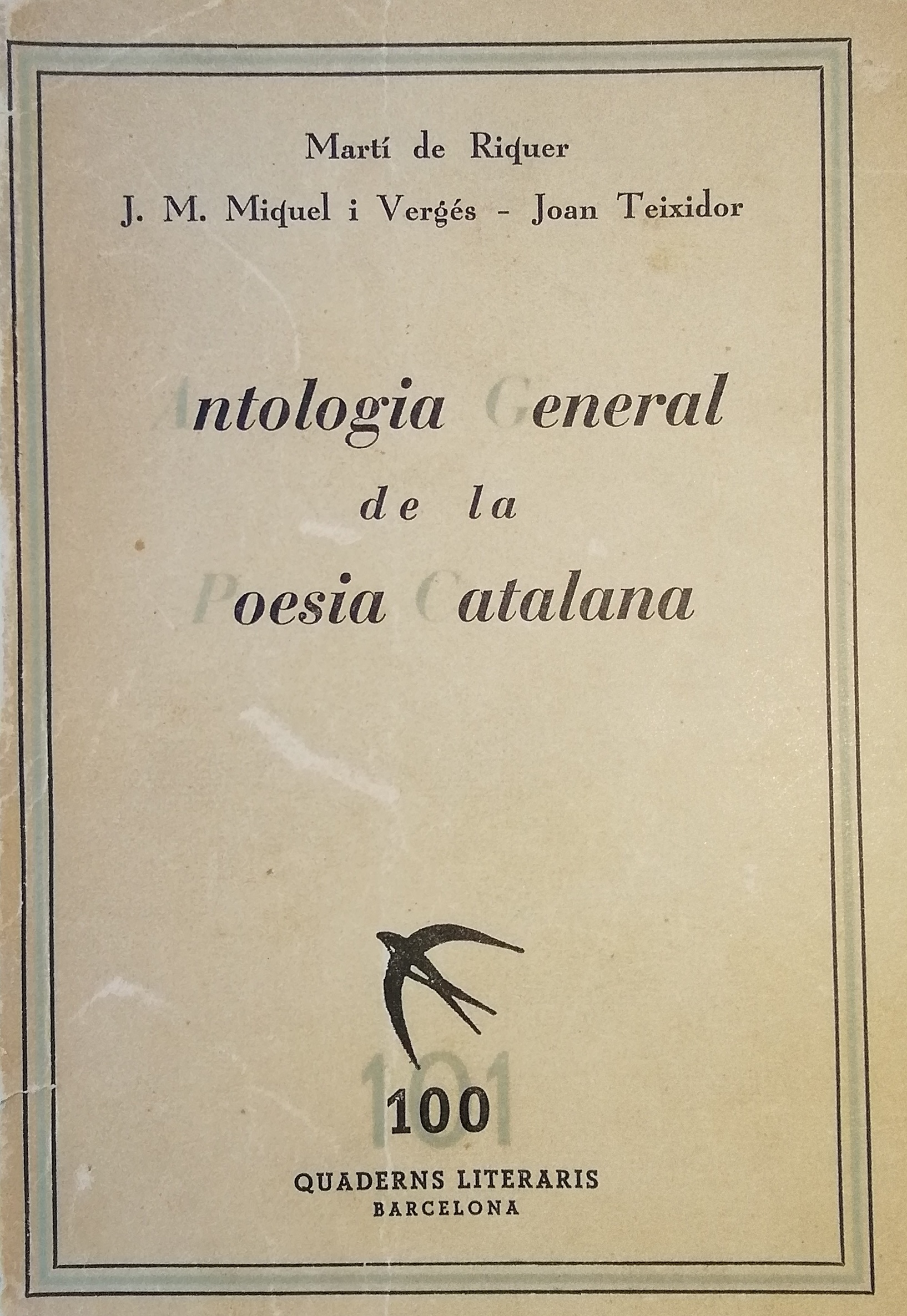
Antologia General de la Poesia Catalana, a cura de Martí de Riquer, J. M. Miquel i Vergés, i Joan Teixidor. Volum de 630 pàgines publicat l'any 1936

2- Pròsper Mérimée, La llegenda de Don Joan

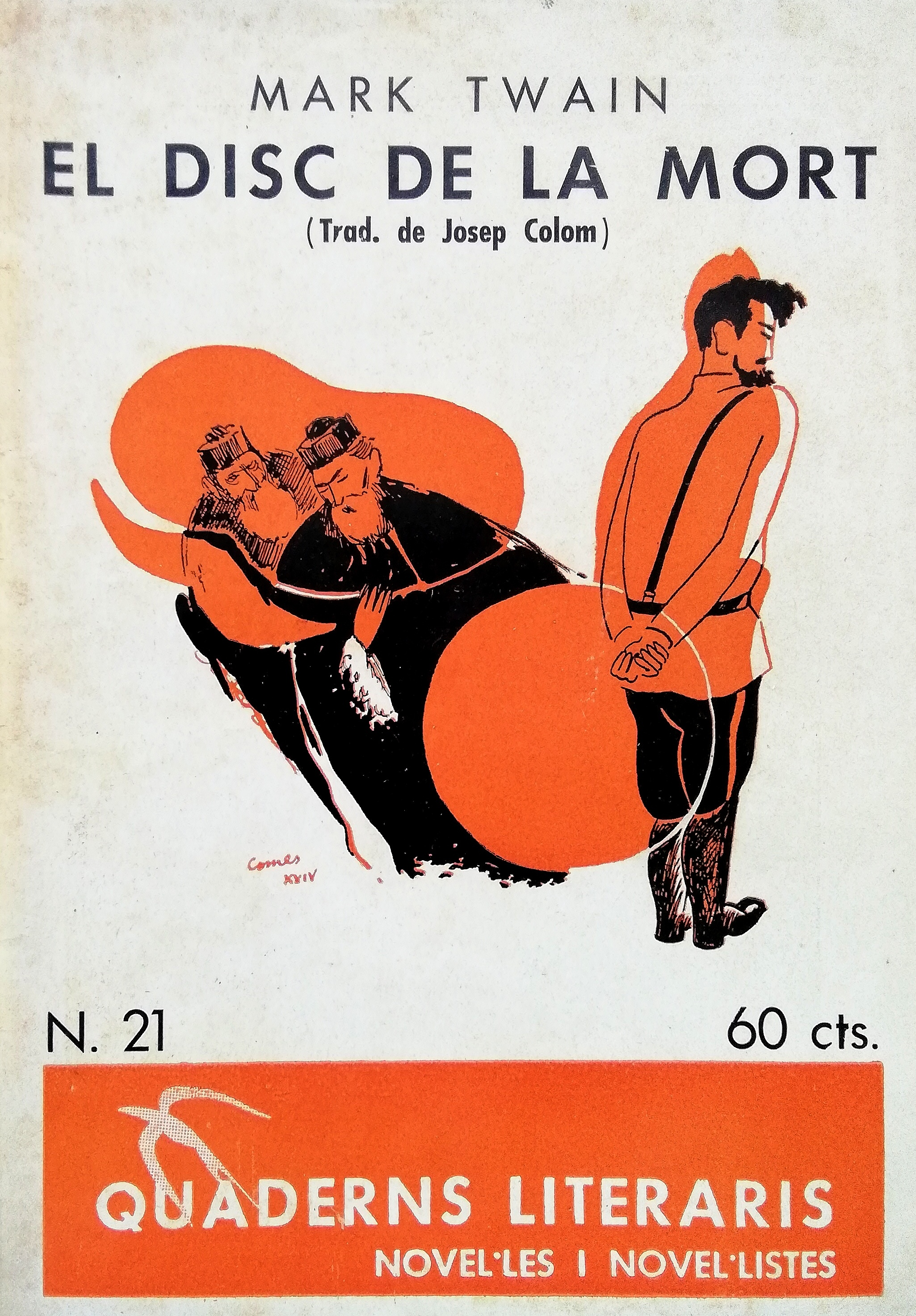
El disc de la mort, i quatre relats més de Mark Twain publicats l'any 1934

3- Agustí Esclasans, Miquel Àngel i altres proses
4- R. L. Stevenson, El cas misteriós del Dr. Jekyll i Mr. Hyde
5- Joaquim Ruyra, Les coses benignes
6- Josep Ma. Folch i Torres, L'ànima en camí
7- A. S. Puixkin, Boris Gudonov (Sebastià Juan Arbó, trad.)
8- Edgar A. Poe, La màscara de la mort roja
9- Manuel Brunet, El meravellós desembarcament dels grecs a Empúries
10- J. M. López-Picó, Farizada, la del somriure de rosa
11- Lleó Tolstoi, El pare Sergi
12- Joan Mínguez, Dies verges
13- Alfred de Musset, Emelina - Nathaniel Hawthorne, La Taca de Naixença - Honoré de Balzac, La Missa de l'Incrèdul
14- Tomàs Roig i Llop, Lena i el seu destí
15- Honoré de Balzac, El rector de Tours
16- Alfred de Vigny, La vida i la mort del capità Renaud o el bastó de jonc
17- Alfons Maseres, Ildaribal

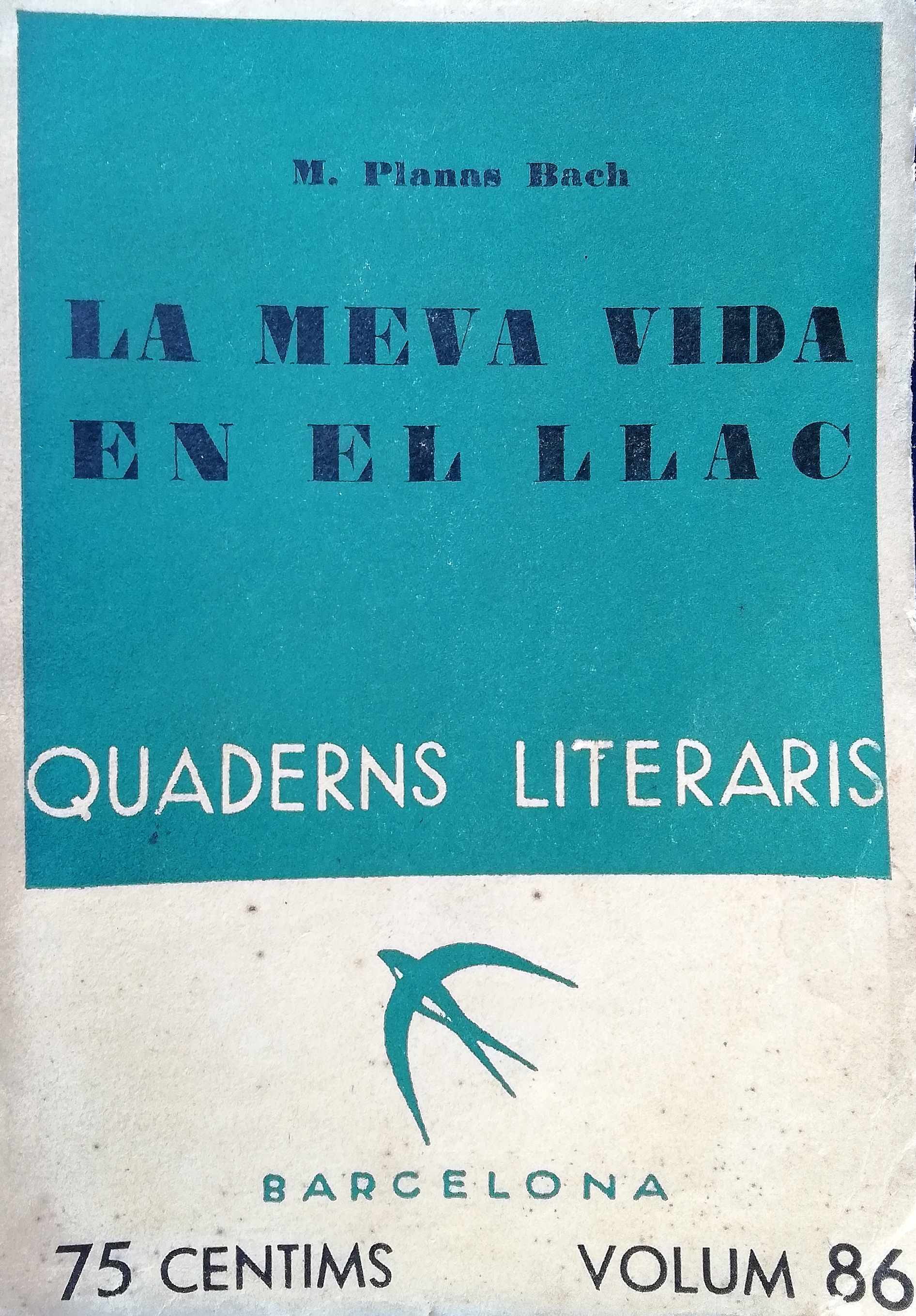
La meva vida en el llac de Miquel Planas i Bach publicat l'any 1935

18- Edmond About, El nas d'un notari
19- Salvador Espriu, Laia
20- Stendhal, L'abadessa de Castro
21- Mark Twain, El disc de la mort
22- Nicolai Gògol, L'inspector
23- Joan Oller i Rabasa, Quan mataven pels carrers
24- Gerard de Nerval, Sílvia i Aurèlia
25- Cyrano de Bergerac, Viatge a la lluna
26- Joan Sacs, El cel i altres coses
27- Edgar A. Poe, Els assassinats del carrer Morgue
28- Swift, Els viatges de Gulliver
29- Raimon Casellas, Els sots feréstecs
30 i 31- Goldsmith, El vicari de Wakefield
32- Miquel Llor, L'esguard al mirall
33- Chateaubriand, Atala
34- John Galsworthy, L'homenet
35- Emili Vilanova, Colometa, la gitana
36- Sterne, Viatge sentimental
37- J. M. López-Picó, Les primeres bones festes
38- Mark Twain, Tom Sawyer, detectiu
39- Andersen, El senglar de bronze
40- Miquel S. Oliver, L'hostal de la bolla
41- Saadi, El jardí de les roses - William Blake, Les noces del cel i de l'infern
42- Mossèn Josep Palomer, Un patge de Maria Antonieta
43- Thackeray, Lovel, el vidu
44- Josep Morató, Els habitants de la lluna
45- Erckmann-Chatrian, L'ull invisible o l'hostal dels tres penjats
46- Enric de Kleist, Miquel Kohlhaas
47- Sebastià Juan Arbó, La ciutat maleïda
48- A. S. Puixkin, La filla del capità
49- Robert Robert, Estampes del XIX

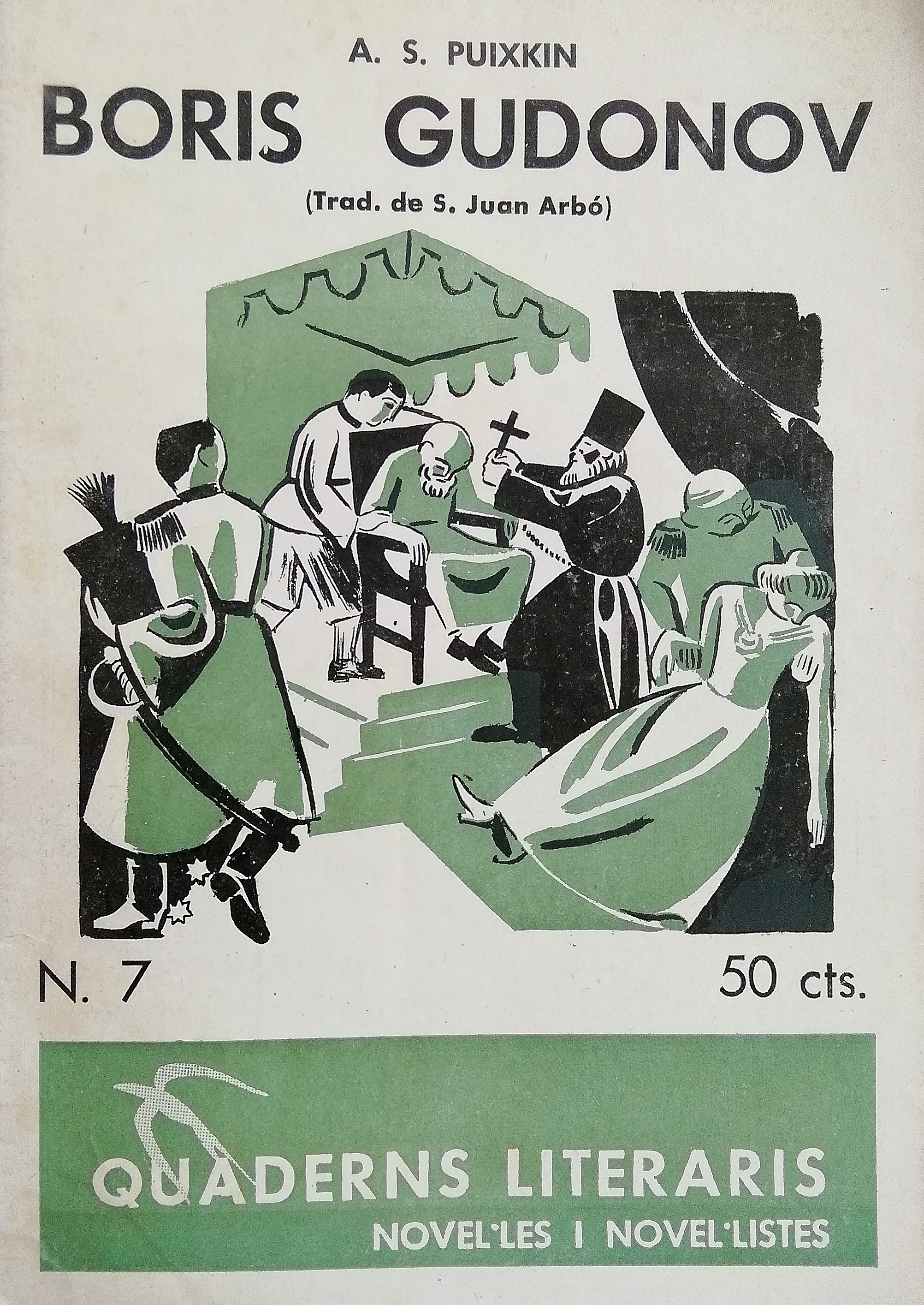
Boris Godunov de Puixkin, traducció catalana publicada l'any 1934

50- L. Sacher Masoch, Historietes galizzianes - Oscar Wilde, El príncep feliç
51- A. S. Puixkin, El secret de la comtessa
52- Contes japonesos, O-Shichi la filla del Yaoya
53- J. M. Folch i Torres, Joan Endal
54- Bjørnstjerne Bjørnson, Synnøve Solbakken
55- Oscar Wilde, El fantasma de Canterville - El crim de Lord Artur Savile

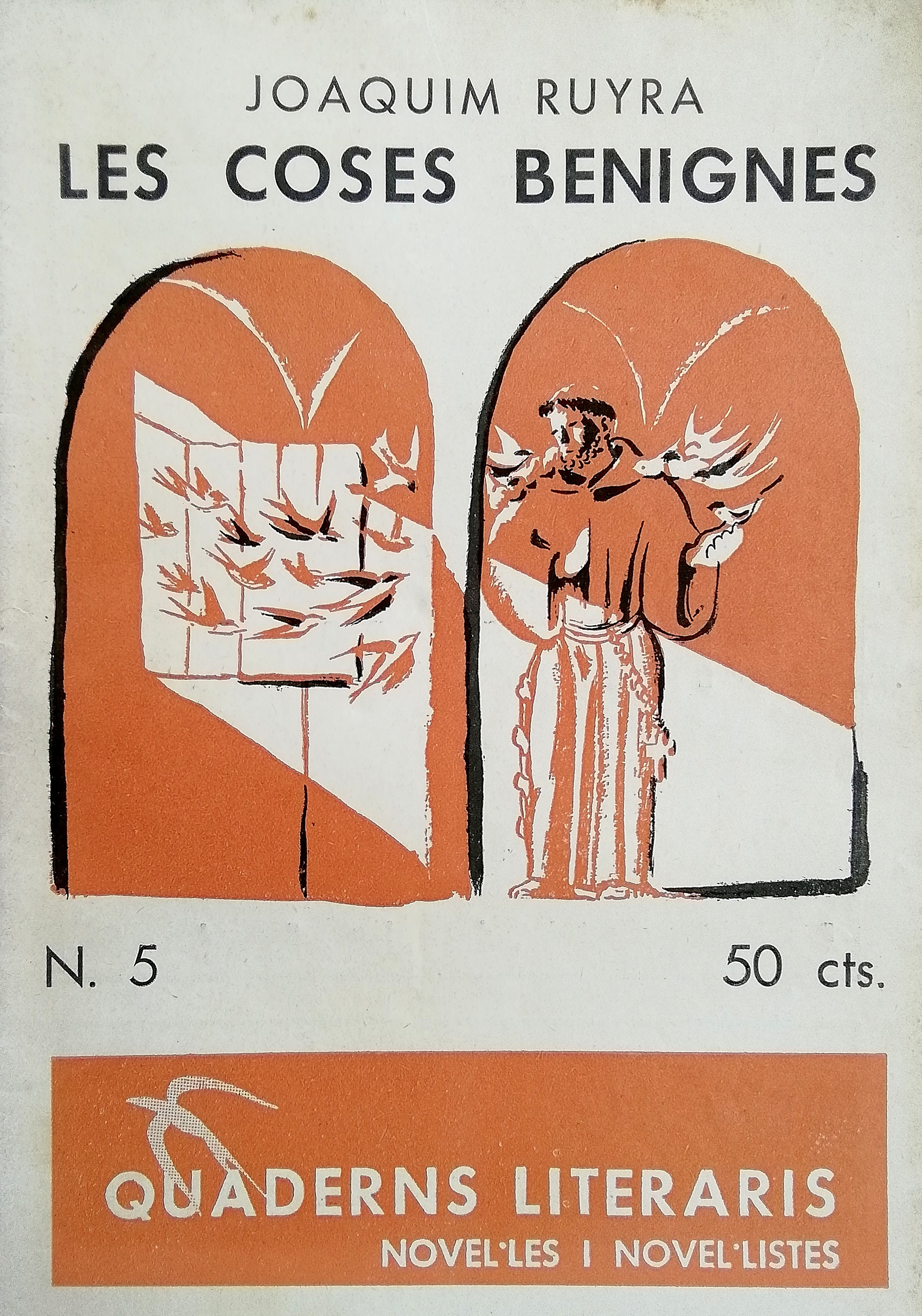
Les Coses Benignes, juntament amb els contes: La tragicomèdia de la Miquela, Els vint corders de Blanes, i El frare escalfallits, de Joaquim Ruyra, publicats l'any 1934

56 i 57- Raimon Casellas, Les Multituds
58- Nathaniel Hawthorne, La Gran Cara de Pedra
59- Josep Lleonart, De viatge
60- Charles Nodier, Inès de las Sierras
61- Xavier Benguerel, La vida d'Olga
62- Kikou Iamata, Masako
63- J. Carner-Ribalta, Sota el cel dels tròpics
64- Ada Negri, El diner
65- Alfons Maseras, La fira de Montmartre
66- Gérard de Nerval, La mà encantada - Emília
67- Josep Sol, Elionor
68- A. S. Puixkin, Dubrowski, el bandoler
69- Salvador Espriu, Ariadna al laberint grotesc
70- Massimo Bontempelli, La dona dels meus somnis
71- Carles Soldevila, L'abrandament
72- Anatole France, El manuscrit d'un metge de poble
73 i 74- F. Pelai Briz, El Coronel d'Anjou
75- H. G. Wells, Polloch i l'indígena de Porroh
76 i 77- Eugeni d'Ors, Tina i la Guerra Gran
78- Ivan Turguenev, El primer amor
79- Guillem Díaz-Plaja, Cartes de navegar

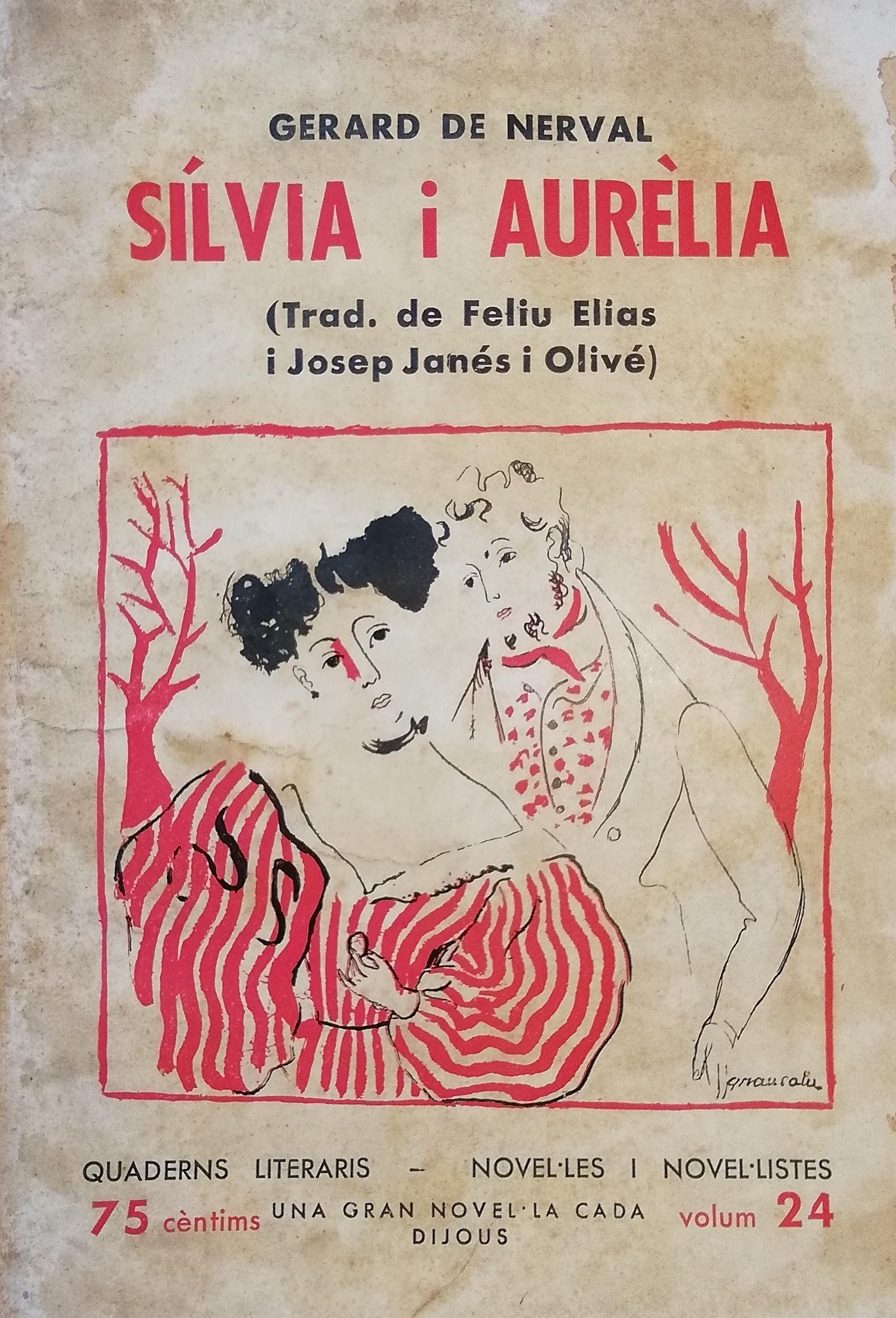
Sylvie, i Aurélia ou le Rêve et la Vie de Gérard de Nerval, traducció catalana publicada l'any 1934

80- Edgar A. Poe, La caiguda de la casa Usher
81- Sebastià Juan Arbó, Hores en blanc
82- Eugeni Scribe, L'art de conspirar
83- A. Careta i Vidal, L'ull acusador
84- Charles Nodier, La vall de l'home mort
85- Maria Teresa Vernet, Elisenda
86- M. Planas Bach, La meva vida en el llac
87 i 88- Marc Chadourne, Vasco
89- Josep Lleonard, Sonata domèstica
90- Zachris Topelius, Una història d'hivern
91- Ernest Martínez Ferrando, El petit Rovira
92, 93 i 94- Fenimore Cooper, El darrer dels mohicans
95- Tomàs Roig i Llop, El paradís perdut
96- Jules Sandeau, El dia sense demà
97- Raimon Casellas, Llibre d'Històries
98- Lleó Tolstoi, No es pot tirar llenya al foc
99- R. Surinyach Senties, Llibre del Convalescent
100 i 101- Antologia General de la Poesia Catalana, Martí de Riquer, J. M. Miquel i Vergés, Joan Teixidor